# Jan-Erik Carlsson
Jan-Erik Carlsson, född 1929 i Kalmar, död okänt år, var en svensk konstnär.
Carlsson studerade vid Kalmars yrkesskola och konst vid NKI-skolan och i ABF:s kursverksamhet. Hans konst består av interiörer och skärgårdsmotiv från Kalmartrakten. 